# Rytidosperma corinum
Rytidosperma corinum är en gräsart som beskrevs av Henry Eamonn Connor och Elizabeth Edgar. Rytidosperma corinum ingår i släktet kängurugräs (släktet), och familjen gräs. Inga underarter finns listade i Catalogue of Life.